# Kathlanit OWS
La estación de armas a control remoto "Kathlanit OWS" es un sistema de armas compuesto por una ametralladora M2HB, un Lanzagranadas automático Mk. 19, una ametralladora FN MAG de calibre 7,62 mm; diseñada y construida por la firma Rafael, diseñada y equipada para ser montada en vehículos blindados con poco o nulo poder de fuego como el blindado de transporte M113, el Humvee y otra clase de vehículos.

## Desarrollo
Está emparentada con la Samson RWCS, ya que monta la mayoría de su armamento principal, pero no cuenta con las luces de búsqueda térmica, ni con los sistemas de guiado de proyectiles para su mortero, con los que si cuenta la anterior.

## Usuarios
La OWS está montada en los siguientes vehículos blindados:
- Israel

- Achzarit
- Puma

- Croacia

- M-95 Degman

- México

- Plasan Sand Cat

- Singapur

- M113A2 Ultra OWS

- Turquía

- Akrep
- Cobra
- Yavuz

- Rumania

- MLI-84M

## Variantes
- OWS-25 - Es la versión original del sistema. Está equipada con un cañón de calibre 25mm de tiro automático, y como arma coaxial monta una ametralladora de calibre 7.62 mm, además de lanzagranadas.[3]

- OWS-25R - Versión mejorada, añade a la anterior 2 lanzamisiles y otra ametralladora 7.62 mm coaxial para defensa antipersonal.[4]